# Schismatomma
Schismatomma is een geslacht van schimmels in de familie Roccellaceae. De typesoort is Schismatomma pericleum. Deze soort is later echter gereclassifeerd als Lecanactis abietina.

## Soorten
Volgens Index Fungorum bevat het geslacht 81 soorten (peildatum oktober 2021):
| Soortnaam                    | Auteur(s)                                  | Publicatiejaar |
| ---------------------------- | ------------------------------------------ | -------------- |
| Schismatomma accedens        | (Nyl.) Zahlbr.                             | 1924           |
| Schismatomma albisedum       | (Nyl.) Zahlbr.                             | 1923           |
| Schismatomma albocinctum     | (Nyl.) Zahlbr.                             | 1923           |
| Schismatomma atacamense      | C.W. Dodge                                 | 1967           |
| Schismatomma atomellum       | (Stirt.) Zahlbr.                           | 1923           |
| Schismatomma atratum         | (Stirt.) Zahlbr.                           | 1923           |
| Schismatomma bimarginatum    | (Eschw.) Zahlbr.                           | 1923           |
| Schismatomma byssisedum      | (Fée) Zahlbr.                              | 1923           |
| Schismatomma caesitium       | Zahlbr.                                    | 1927           |
| Schismatomma carneum         | (Müll. Arg.) Zahlbr.                       | 1923           |
| Schismatomma ceylanicum      | Tehler                                     | 1985           |
| Schismatomma chilense        | C.W. Dodge                                 | 1969           |
| Schismatomma chlorochroa     | (Kremp.) Overeem                           | 1922           |
| Schismatomma chloroleucum    | (Müll. Arg.) Zahlbr.                       | 1923           |
| Schismatomma cinerascens     | (Nyl.) Zahlbr.                             | 1923           |
| Schismatomma cinereum        | (Müll. Arg.) Zahlbr.                       | 1923           |
| Schismatomma constrictum     | (Kremp.) Zahlbr.                           | 1923           |
| Schismatomma cupressum       | Herre                                      | 1952           |
| Schismatomma deightonii      | C.W. Dodge                                 | 1964           |
| Schismatomma diplotommoides  | (Bagl.) Samp.                              | 1917           |
| Schismatomma dirineum        | (Nyl.) Räsänen                             | 1946           |
| Schismatomma dolosum         | (Duby) Flot. & Körb.                       | 1852           |
| Schismatomma epileucum       | (Nyl.) Zahlbr.                             | 1923           |
| Schismatomma epipolium       | A. Massal.                                 | 1852           |
| Schismatomma flavescens      | (Nyl.) Zahlbr.                             | 1923           |
| Schismatomma flavidoatrum    | (Kremp.) Zahlbr.                           | 1923           |
| Schismatomma flavisedellum   | (Nyl.) Zahlbr.                             | 1923           |
| Schismatomma flavisedum      | (Nyl.) Zahlbr.                             | 1923           |
| Schismatomma flexuosum       | (Müll. Arg.) Zahlbr.                       | 1923           |
| Schismatomma fractuosum      | (Leight.) Zahlbr.                          | 1923           |
| Schismatomma fuegiensis      | C.W. Dodge                                 | 1967           |
| Schismatomma galactinum      | (Leight.) Zahlbr.                          | 1923           |
| Schismatomma glaucescens     | (Nyl. ex Willey) R.C. Harris               | 1990           |
| Schismatomma graphidioides   | Leight. ex Zahlbr.                         | 1919           |
| Schismatomma gregantulum     | (Müll. Arg.) Zahlbr.                       | 1923           |
| Schismatomma gymnophorum     | (Nyl.) Zahlbr.                             | 1923           |
| Schismatomma hafellneri      | Egea & Torrente                            | 1989           |
| Schismatomma homalum         | (Stirt.) Zahlbr.                           | 1923           |
| Schismatomma homoeoides      | (Nyl.) Zahlbr.                             | 1923           |
| Schismatomma hypothallinum   | (Zahlbr.) Hasse                            | 1913           |
| Schismatomma incurvulum      | (Stirt.) Zahlbr.                           | 1923           |
| Schismatomma inferius        | (Müll. Arg.) Zahlbr.                       | 1923           |
| Schismatomma insulae-howense | (Sparrius) Tehler & Ertz                   | 2013           |
| Schismatomma japonicum       | Räsänen                                    | 1944           |
| Schismatomma lecanoroides    | (Fée) Zahlbr.                              | 1923           |
| Schismatomma leucopsarum     | (Nyl.) Zahlbr.                             | 1923           |
| Schismatomma lineolatum      | (Nyl.) Zahlbr.                             | 1923           |
| Schismatomma margaritaceum   | Zahlbr.                                    | 1933           |
| Schismatomma melastigma      | (Nyl.) Zahlbr.                             | 1923           |
| Schismatomma minima          | (Kremp.) Overeem                           | 1922           |
| Schismatomma monstruosum     | (B. de Lesd.) Clauzade & Cl. Roux          | 1985           |
| Schismatomma myriommata      | (C. Knight) Zahlbr.                        | 1923           |
| Schismatomma occultum        | (C. Knight & Mitt.) Zahlbr.                | 1923           |
| Schismatomma ocellatum       | (Nyl.) Zahlbr.                             | 1923           |
| Schismatomma ocellulatum     | (Vain.) Tehler                             | 1993           |
| Schismatomma palidellum      | (Nyl.) Zahlbr.                             | 1923           |
| Schismatomma paradoxum       | (Fée) Zahlbr.                              | 1923           |
| Schismatomma physconiicola   | Ertz & Diederich                           | 2006           |
| Schismatomma planissimum     | (Kremp.) Zahlbr.                           | 1923           |
| Schismatomma platygraphellum | (Nyl.) Zahlbr.                             | 1923           |
| Schismatomma pluriloculare   | (Zahlbr.) Zahlbr.                          | 1923           |
| Schismatomma psaroleucoides  | (Stirt.) Zahlbr.                           | 1923           |
| Schismatomma psaroleucum     | (Nyl.) Zahlbr.                             | 1923           |
| Schismatomma punctellum      | (Stirt.) Zahlbr.                           | 1923           |
| Schismatomma rappii          | (Zahlbr.) R.C. Harris                      | 1988           |
| Schismatomma ravenelii       | (Tuck.) Zahlbr.                            | 1923           |
| Schismatomma rediunta        | (Stizenb. ex Hasse) Tehler                 | 1985           |
| Schismatomma ricasolii       | (A. Massal.) Egea & Torrente               | 1989           |
| Schismatomma saxatile        | (Vain.) Zahlbr.                            | 1923           |
| Schismatomma septenarium     | (Stizenb.) Zahlbr.                         | 1923           |
| Schismatomma shirleyanum     | (Müll. Arg.) Zahlbr.                       | 1923           |
| Schismatomma squamigerum     | (Kremp.) Zahlbr.                           | 1923           |
| Schismatomma striguloides    | (Nyl.) Overeem                             | 1922           |
| Schismatomma subattingens    | (Nyl.) Zahlbr.                             | 1923           |
| Schismatomma subrimatum      | (Nyl.) Zahlbr.                             | 1923           |
| Schismatomma tumidulum       | (C. Knight & Mitt.) Zahlbr.                | 1923           |
| Schismatomma umbrinum        | (Coppins & P. James) P.M. Jørg. & Tønsberg | 1988           |
| Schismatomma undulatum       | (Fée) Zahlbr.                              | 1923           |
| Schismatomma usambarense     | (Müll. Arg.) Zahlbr.                       | 1923           |
| Schismatomma vernans         | (Tuck.) Zahlbr.                            | 1923           |
| Schismatomma zaborskianum    | M. Choisy & Werner                         | 1931           |